# سیارک ۱۶۵۲۴
سیارک ۱۶۵۲۴ (به انگلیسی: 16524 Hausmann، نامگذاری:1991BB3) شانزده هزار و پانصد و بیست و چهارمین سیارک کشف شده‌است که در ۱۷ ژانویه ۱۹۹۱ کشف شد.
قدر مطلق سیارک برابر ۱۴٫۸۰ است.